# Steve Jones (cestista)
Stephen Howard Jones, detto Steve (Alexandria, 17 ottobre 1942 – 25 novembre 2017), è stato un cestista statunitense, professionista nella ABA e nella NBA.
Era il fratello di Nick Jones.

## Palmarès
- ABA All-Star Game: 3

1970, 1971, 1972
- Dodicesimo miglior marcatore di sempre ABA
- Più alta percentuale nel tiro da 3 punti di sempre in una stagione ABA: (1967-1968) (.426)
- Miglior tiratore di liberi nei Playoff ABA (1971)
- Tredicesimo per numero di tiri liberi realizzati nella storia dell'ABA
- Ventitreesimo per numero di assist di sempre ABA
- Nono miglior giocatore di sempre in ABA per percentuale al tiro da tre punti (.338)
- Ottavo giocatore con il maggior numero di partite giocate nella storia dell'ABA (640)
- Nono giocatore con il maggior numero di minuti giocati nella storia dell'ABA (20.209)
- Quarantanovesimo migliore rimbalzista di sempre ABA